# Eulithis paradoxa
Eulithis paradoxa là một loài bướm đêm trong họ Geometridae.